# 5934 Mats
5934 Mats è un asteroide della fascia principale. Scoperto nel 1976, presenta un'orbita caratterizzata da un semiasse maggiore pari a 2,3861597 au e da un'eccentricità di 0,2163408, inclinata di 2,31875° rispetto all'eclittica.
L'asteroide è dedicato all'astronomo svedese Mats Lindgren.